# Filosofiska Fakulteternas Studentkår
Filosofiska Fakulteternas Studentkår, FFS, var en studentkår vid Göteborgs universitet. Medlemmarna utgjordes av studenter vid humanistiska fakulteten, naturvetenskaplig fakulteten, IT-universitetet (numera IT-fakulteten), vissa utbildningar inom utbildningsvetenskapliga fakulteten samt ungefär hälften av studenterna vid samhällsvetenskaplig fakulteten. Undantaget från detta var studenter inom lärarutbildningen. FFS organiserade också flertalet av universitetets doktorander. Antalet medlemmar uppgick till cirka 11 000 medlemmar (2007), vilket utgjorde en fjärdedel av universitetets studenter.
FFS var medlem i Sveriges Förenade Studentkårer (SFS), Göteborgs universitets studentkårer (GUS) samt Göteborgs Förenade Studentkårer (GFS).
Den 1 juli 2010 bildade FFS, studentkåren  SLUG och Haga Studentkår tillsammans Göta studentkår.

## Historik
FFS kan leda sitt ursprung tillbaka till Göteborgs Högskolas Studentförening, en frivillig studentförening vid Göteborgs högskola, bildad i samband med högskolans grundades 1891. Verksamheten var främst av social karaktär. Första ordförande var Karl Otto Modh på höstterminen 1891, och därefter på vårterminen 1892, John Atterbom. 1907 infördes kårobligatorium för studenterna vid högskolan och därför upplöstes studentföreningen för att ersättas av Göteborgs Högskolas Studentkår (GHS). GHS verkade som studentkår från 18 februari 1907 till 1954.
Den 24 september 1932 invigdes Göteborgs Högskolas Studentkårs nybyggnad vid Götabergsgatan 17.
Då Göteborgs universitet bildades 1954 genom en sammanslagning av Göteborgs högskola och Göteborgs medicinska högskola, skapades en ny studentkår med namnet Göteborgs Universitets Studentkår (GUS). GHS ombildades samtidigt till en studentförening (fakultetsförening) vid universitetets filosofiska fakultet och upphörde därmed att vara en studentkår. Studentföreningen fick namnet Filosofiska Fakultetens Studentförening. Då den filosofiska fakulteten 1961 delades upp i en humanistisk och en matematisk-naturvetenskaplig fakultet, ändrades namnet till Filosofiska Fakulteternas Studentförening. 
Även om det fanns en gemensam studentkår vid universitetet, så stannade många uppgifter kvar hos fakultetsföreningarna. Efter hand tog också fakultetsföreningarna över alltmer av studentkårens funktioner, vilket ledde till att Göteborgs Universitets Studentkår i praktiken upphörde som organisation i början av 1970-talet. Det dröjde dock ända till 1983 innan FFS på nytt erhöll status som studentkår. Namnet ändrades då till Filosofiska Fakulteternas Studentkår. I samband med kårobligatoriets avskaffande 2010 bildade FFS tillsammans med studentkårerna  SLUG och Haga Studentkår tillsammans Göta studentkår.

### Historisk översikt
| År        | Namn                                                        | Status                         |
| --------- | ----------------------------------------------------------- | ------------------------------ |
| 1891-1907 | Göteborgs Högskolas Studentförening                         | studentförening (frivillig)    |
| 1907-1954 | Göteborgs Högskolas Studentkår                              | studentkår (obligatorisk)      |
| 1954-1983 | Filosofiska Fakultetens Studentförening (till och med 1961) | studentförening (obligatorisk) |
| 1954-1983 | Filosofiska Fakulteternas Studentförening (fr.o.m. 1961)    | studentförening (obligatorisk) |
| 1983-2010 | Filosofiska Fakulteternas Studentkår                        | studentkår (obligatorisk)      |

## Inspektorer
Genom tiderna har en mängd prominenta personer varit kårens inspektorer.
- Åke Holmberg, professor i modern historia vid universitetet i Göteborg 1964-1982,
- 2009-2010 - Nalle Johansson, tidigare kår- och föreningsaktiv på samtliga nivåer. Har även varit anställd vid FFS.